# Tatws pum munud
Les tatws pum munud (français : « pommes de terre de cinq minutes ») sont un mets traditionnel du pays de Galles, préparé avec du bacon fumé, du bouillon, des pommes de terre et d'autres légumes.
C'est un ragoût unique en ce sens que les principaux ingrédients sont découpés en tranches, de façon à en réduire l'épaisseur. De ce fait, on le fait normalement cuire dans une grande poêle à frire, sur le dessus du fourneau, et on le sert dans une assiette (et non pas dans un bol). En général, les légumes utilisés sont les pommes de terre, oignons, carottes (coupées dans le sens de la longueur) et petits pois. On substitue parfois de la viande de bœuf hachée au lard fumé.
Le plat est normalement accompagné de pain croustillant et de beurre. Originalité pour un plat du pays de Galles, il est souvent servi avec la sauce Worcestershire.
Un plat similaire, appelé tatws popty ou tatws pobdu, est préparé avec des légumes en gros morceaux et cuit au four. Popty signifie « four » en gallois.